# Staatsoper Unter den Linden
Staatsoper Unter den Linden er et operahus i Berlin. Den preussiske konge Frederik den Store lod denne opera bygge, og den åbnede i 1742. Den var kongens private etablissement, og først efter hans død i 1786 blev der offentlig adgang til operaen.
Komponisten Richard Strauss har været 1. kapelmester, og Wilhelm Furtwängler dirigerede her Wagners operaer under Det tredje rige. Bygningen blev ødelagt under 2. verdenskrig, men efter genopbygning genåbnedes den i 1955.

## Eksterne link
- Wikimedia Commons har flere filer relateret til Staatsoper Unter den Linden
- Operahusets officielle hjemmeside

52°31′0″N 13°23′42″Ø / 52.51667°N 13.39500°Ø